# Urszula Gocał
Urszula Jadwiga Gocał (ur. 17 października 1946) – polska przedsiębiorczyni, prezes Zakładów Przemysłu Dziewiarskiego „Olimpia” w Łodzi (od 1996), Łodzianka Roku 1996.

## Życiorys
Ukończyła studia na Wydziale Ekonomiczno-Socjologicznym Uniwersytetu Łódzkiego oraz Polsko-Austriacką Szkołę Biznesu, następnie pracowała jako wiceprezes ds. handlowych i członek Zarządu Zakładów Przemysłu Pończoszniczego „Feniks” w Łodzi. Od 1 września 1994 pracowała jako zarządca komisaryczny, a od stycznia 1996 prezes Zakładów Przemysłu Dziewiarskiego „Olimpia” w Łodzi. Przeprowadziła restrukturyzację upadającego przedsiębiorstwa, przyczyniając się już w 1995 do generowania przez nie zysków oraz wdrażając System Zapewnienia Jakości wg międzynarodowych norm jakościowych ISO 9000.
Należy do Klubu Teraz Polska, Business Centre Club, Klubu 500 i Klubu Profesjonalnego Menedżera. Jest członkiem założycielem Akademii Marek i Loży Smakoszy Języka Polskiego oraz jest dziekanem Rady Patronackiej Teatru Muzycznego w Łodzi.

## Wyróżnienia
- Łodzianka Roku (1996)
- Włókiennik Roku (2000)
- Menadżer Województwa Łódzkiego (2000)[4][3]
- Odznaka „Za Zasługi dla Miasta Łodzi” (2000)[5]
- Nagroda Miasta Łodzi (2002)[6]
- Krzyż Kawalerski Orderu Odrodzenia Polski (2005) za wybitne zasługi dla gospodarki, za działalność społeczną[7]
- Sygnet Business Centre Club (2008)
- Medal Solidarności Społecznej Business Centre Club (2014)
- Nominacja do Złotej Statuetki Lidera Polskiego Biznesu Business Centre Club (3-krotnie)[4]